# (29208) Halorentz
(29208) Halorentz est un astéroïde de la ceinture principale.

## Description
(29208) Halorentz est un astéroïde de la ceinture principale d'astéroïdes. Il fut découvert le 9 septembre 1991 à Tautenburg par Freimut Börngen et Lutz Dieter Schmadel. Il présente une orbite caractérisée par un demi-grand axe de 2,24 UA, une excentricité de 0,20 et une inclinaison de 4,3° par rapport à l'écliptique.

## Compléments